# الاستجابات لوباء COVID-19 في أيار 2020

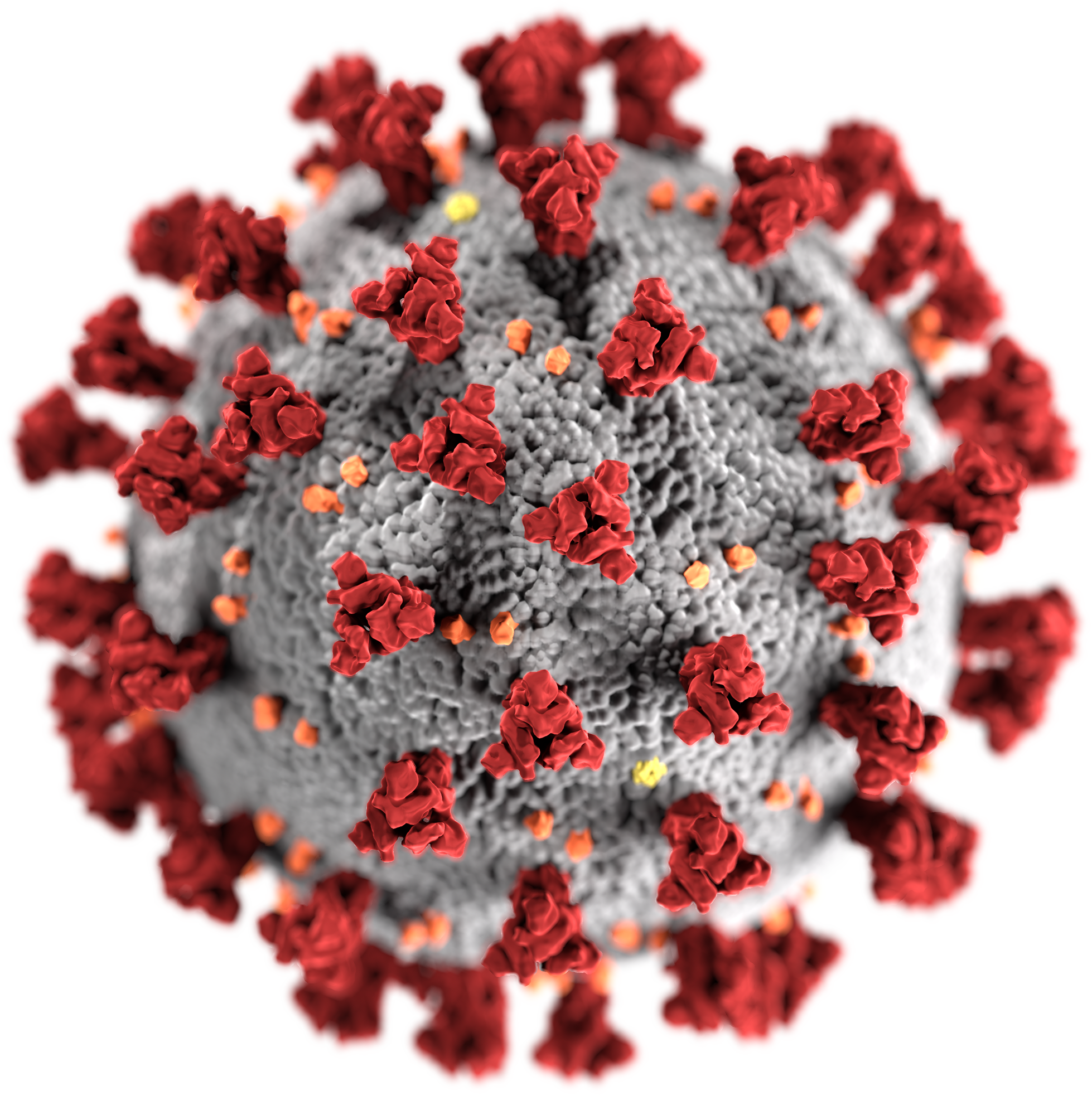

توثق هذه المقالة التسلسل الزمني للاستجابة لوباء COVID-19 في أيار 2020، والذي نشأ في ووهان، الصين في كانون الأول 2019. قد تصبح بعض التطورات معروفة أو مفهومة بالكامل فقط في وقت لاحق. بدأ الإبلاغ عن هذا الوباء في كانون الأول 2019.

## ردود الفعل والتدابير في أفريقيا:-

### 1 أيار:-
بدأت جنوب أفريقيا في تخفيف قيود الإغلاق، مما سمح لبعض الشركات بما في ذلك مصانع الملابس الشتوية والمنسوجات والتعبئة باستئناف العمليات. سيتم السماح للمطاعم بتقديم خدمات الوجبات السريعة. يُسمح بالأنشطة الترفيهية مثل المشي وركوب الدراجات والجري لمدة ثلاث ساعات في اليوم. فرضت حكومة جنوب إفريقيا حظراً على بيع السجائر والكحول.
مدد رئيس زيمبابوي إيمرسون منانجاجوا إقفال زيمبابوي لمدة أسبوعين آخرين وأعلن عن تعويض بقيمة 720 مليون دولار للشركات المتضررة.

### 3 أيار:-
انتقد الرئيس التنزاني جون ماجوفولي جودة مجموعات الاختبار المستوردة، مشيراً إلى أن الاختبارات عادت بشكل إيجابي على العينات المأخوذة من ماعز وأغنام.

### 4 أيار:-
وقد صرف صندوق النقد الدولي الكاميرون 226 دولارًا أمريكيًا لتلبية احتياجات ميزان المدفوعات العاجلة الناجمة عن جائحة COVID-19.
أعلنت الحكومة النيجيرية أن أمر «البقاء في المنزل» الذي استمر 24 ساعة والذي فُرض منذ 30 آذار في العاصمة أبوجا وولايتي لاغوس وأوغون سيُلغى على مدى ستة أسابيع. وقد تضمن ذلك السماح للشركات ووسائل النقل بالاستئناف مع الأشخاص الذين يرتدون أقنعة الوجه.
في جنوب إفريقيا، حذر دوندو موجاجان، المدير العام للخزينة الوطنية، من أن اقتصاد جنوب إفريقيا قد ينكمش بنسبة 12٪ وأن ثلث القوى العاملة يمكن أن يتأثر بالفيروس التاجي نتيجة للتداعيات الاقتصادية للأزمة. جائحة COVID-19.
دعا وزير المالية والتنمية الاقتصادية في زيمبابوي مثولي نكوبي صندوق النقد الدولي إلى تسوية متأخرات ديونه من أجل الوصول إلى التمويل الأجنبي لجهود الإغاثة COVID-19.

### 5 أيار:-
حثت منظمة الصحة العالمية والمراكز الأمريكية لمكافحة الأمراض الناس على عدم تجربة علاجات لم يتم اختبارها استجابة لرئيس مدغشقر أندريه راجولينا الذي يشجع علاجًا عشبيًا لم يتم اختباره يسمى COVID-Organics، والذي تم إنتاجه من التشققات والأعشاب الأصلية الأخرى من قبل معهد مدغشقر بحث تطبيقي.

### 7 أيار:-
رفض الدكتور جون نكينجاسونج، رئيس المراكز الإفريقية للسيطرة على الأمراض والوقاية منها (أفريقيا CDC) تأكيدات الرئيس التنزاني جون ماجوفولي بأن اختبارات COVID-19 في بلاده خاطئة وتعطي الكثير من الإيجابيات الزائفة. تم توفير الاختبارات من قبل مركز السيطرة على الأمراض في أفريقيا ومؤسسة جاك ما.
حذر رئيس منظمة الصحة العالمية في أفريقيا ماتشيديسو مويتي من أن الفيروس التاجي يمكن أن يقتل ما بين 83,000 و 190,000 شخص في أفريقيا ويصيب ما بين 29 مليون و 44 مليون في العام الأول إذا فشلت جهود احتواء الوباء.

### 8 أيار:-
أعلن رئيس جنوب أفريقيا سيريل رامافوسا أنه سيتم منح الإفراج المشروط لـ 19000 سجين منخفضي المخاطر استجابة لدعوة الأمم المتحدة للحكومات للحد من نزلاء السجون للسماح بالابتعاد الاجتماعي والعزل الذاتي لمنع انتشار COVID-19.
تلقت تنزانيا أول شحنة من العلاج العشبي "COVID-Organics" غير المختبر من مدغشقر. حذرت منظمة الصحة العالمية من استخدام العلاج غير المختبر.

### 9 أيار:-
اتهم رئيس سيراليون جوليوس مادا بيو حزب المؤتمر الشعبي العام بالتحريض على «العنف الإرهابي» بعد تصاعد العنف المرتبط بانتشار الفيروس التاجي في البلاد.

## ردود الفعل والتدابير في أمريكا:-

### 1 أيار:-
صرح رئيس الولايات المتحدة دونالد ترامب أنه يعتقد أن الولايات المتحدة لا يمكنها أبدًا أن تعلن «النصر التام» على الفيروس التاجي لأن الكثير من الناس (حوالي 63000) لقوا حتفهم. وأضاف أنه سيعتبر القضاء على الفيروس وإعادة فتح الاقتصاد الأمريكي انتصارًا.
أعرب مدير المعهد الوطني للحساسية والأمراض المعدية الدكتور أنتوني فوسي عن تفاؤله بشأن إعادة اختبار لقاح اختبار جلعاد ساينس بعد أن أشارت الاختبارات الأولية إلى أنها تقصر وقت الشفاء بمتوسط أربعة أيام بين مرضى الاختبار. وفي وقت لاحق، أعلن البيت الأبيض أنه لن يُسمح للدكتور فوسي بالإدلاء بشهادته في تحقيق للكونغرس في تعامل إدارة ترامب مع جائحة الفيروس التاجي.
أعلن حاكم نيويورك أندرو كومو أن جميع المدارس والكليات في ولاية نيويورك ستبقى مغلقة طوال العام الدراسي 2019-2020.
شرعت تكساس وأوهايو في تخفيف تدريجي لقيود الإغلاق يوم الجمعة. سمحت جورجيا بإعادة فتح جميع الشركات.
أعلنت العديد من شركات الطيران الأمريكية، بما في ذلك شركة ساوثويست إيرلاينز، وألاسكا إيرلاينز، والخطوط الجوية المتحدة، ودلتا إيرلاينز، ومجموعة الخطوط الجوية الأمريكية، وفرونتير إيرلاينز، عن مطالبة جميع الركاب بارتداء أقنعة الوجه. أعلنت شركة ساوثويست إيرلاينز أنها ستوفر أقنعة إذا نسي المرضى إحضارها.
من المقرر أن تنتهي أوامر البقاء في المنزل في مقاطعة ماريون، إنديانا، مقاطعة ديفيس، يوتا، ومقاطعة ساميت، يوتا.

### 2 أيار:-
في البرازيل، احتجز السجناء في سجن باراكوارا في ماناوس سبعة حراس كرهائن للاحتجاج على تعليق الزيارات العائلية، وظروف المعيشة السيئة، والحرارة الشديدة، ونقص الكهرباء.
أذنت إدارة الغذاء والدواء في الولايات المتحدة باستخدام الأدوية المضادة للفيروسات من Gilead Sciences لاستخدامها في حالات الطوارئ في المستشفيات. أعلن دانيال أوداي الرئيس التنفيذي للشركة أن الشركة كانت تتبرع بـ 1.5 مليون قارورة من الدواء لمساعدة المرضى.
نصحت الإدارة الوطنية للملاحة الجوية والفضاء (ناسا) و «سبيس إكس» المتفرجين بالبقاء في المنزل خلال إطلاق اثنين من رواد الفضاء على متن صاروخ سبيس إكس إلى محطة الفضاء الدولية في 27 مايو. سيكون هذا أول إطلاق لرواد فضاء من مركز كنيدي للفضاء في فلوريدا منذ عام 2011 وأول محاولة من قبل شركة خاصة لنقل رواد فضاء إلى الفضاء.
رفض حاكم نيويورك أندرو كومو الدعوات لإعادة فتح اقتصاد ولاية نيويورك ووصفها بأنها سابقة لأوانها. في حين اعترف بأن الناس كانوا يكافحون من أجل وظائفهم، ذكر كومو أن هناك حاجة إلى مزيد من الفهم للفيروس التاجي قبل إعادة فتح اقتصاد الدولة.
أعلن صندوق النقد الدولي أنه وافق على قرض إغاثة اقتصادية بقيمة 643 مليون دولار أمريكي لإكوادور استجابة للفيروس التاجي.

### 3 أيار:-
تمكنت السلطات البرازيلية من استعادة النظام بعد الانتفاضة في سجن Puraquequara في ماناوس، حيث تم أخذ سبعة حراس كرهائن من قبل السجناء المحتجين على ظروف المعيشة السيئة. أصيب عشرة حراس وخمسة سجناء بجروح غير حرجة خلال الانتفاضة.
أعرب رئيس الولايات المتحدة دونالد ترامب عن ثقته في أنه سيكون هناك لقاح مضاد للفيروسات التاجية بحلول نهاية العام خلال مقابلة إعلامية. كما أعرب عن أمله في إعادة فتح المدارس والجامعات في أيلول.
زعم وزير خارجية الولايات المتحدة مايك بومبيو أن هناك «أدلة هائلة» على أن COVID-19 نشأ في مختبر في ووهان.
رفضت رئيسة مجلس النواب الأمريكي الديمقراطية نانسي بيلوسي وزعيم الأغلبية الجمهورية في مجلس الشيوخ ميتش ماكونيل عرضًا لإجراء اختبارات COVID-19 السريعة من إدارة ترامب، مشيرة إلى أن هذه الموارد ضرورية في خط المواجهة.
وقد شكر حاكم نيويورك أندرو كومو قطر لإرسالها إمدادات ومساعدات مهمة لولاية نيويورك.
في ولاية أوريغون، نظم المئات احتجاجات في عاصمة الولاية سالم احتجاجًا على إجراءات الإغلاق.
تلقت شركة الصحة السويسرية المتعددة الجنسيات هوفمان-لا روش موافقة من إدارة الغذاء والدواء الأمريكية لإجراء اختبار الأجسام المضادة Elecsys Anti-SARS-CoV-2 على الأشخاص. سيختبر اختبار الأجسام المضادة هذا ما إذا كان الأشخاص قد أصيبوا بالفيروس التاجي ويقيمون استجابة نظامهم المناعي للفيروس التاجي.

### 4 أيار:-
وفقًا لتقرير الجزيرة، تسعى إدارة ترامب إلى تسريع الجهود للحد من اعتماد سلسلة الإنتاج والإمداد على الصين في الوقت الذي تعتبر فيه تعريفات جديدة لمعاقبة بكين على معالجتها لوباء COVID-19.
رفض البيت الأبيض تقرير نيويورك تايمز الذي توقع أن الولايات المتحدة يمكن أن تواجه 3000 حالة وفاة يوميًا بحلول يونيو 2020 مع إعادة فتح اقتصاد الولايات المتحدة. [3] استشهد تقرير نيويورك تايمز بوثيقة داخلية للبيت الأبيض على أساس النمذجة الحكومية التي جمعتها الوكالة الفيدرالية لإدارة الطوارئ، والتي توقعت 200,000 حالة يوميًا بحلول أواخر أيار. ادعى البيت الأبيض أن الوثيقة لم تعرض على قوة مكافحة الفيروسات التاجية أو خضعت لفحص بين الوكالات.
أكد مدير مكتب التجارة وسياسة التصنيع بيتر نافارو أن إدارة ترامب ستقدم أمرًا تنفيذيًا يطالب الوكالات الفيدرالية بشراء منتجات طبية أمريكية الصنع.
أعلن حاكم نيويورك أندرو كومو أن الولاية ستعيد فتح اقتصادها على مراحل، بدءًا من تجار التجزئة المختارين وموردي الجملة وصناعات التصنيع والبناء دون الإعلان عن التواريخ.
دعا الأمين العام للأمم المتحدة أنطونيو جوتيريس إلى إتاحة أي علاج للفيروس التاجي لأي شخص.

### 5 أيار:-
ناشد العديد من قادة السكان الأصليين البرازيليين، بمن فيهم جوينيا وابيتشانا، المدير العام لمنظمة الصحة العالمية تيدروس أدهانوم للمساعدة في إنشاء صندوق طوارئ لتوفير معدات الحماية الشخصية للعاملين الصحيين في المحميات والقرى القبلية.
أعلن رئيس الولايات المتحدة دونالد ترامب أن الحكومة الأمريكية ستنشر تقريرًا عن أصول الفيروس التاجي في المستقبل القريب دون تحديد موعد. في وقت لاحق، أعلن ترامب أن فرقة عمل البيت الأبيض لفيروس كورونا ستنتهي مع تحول البلاد إلى إعادة فتح الاقتصاد الأمريكي.
ذكر مستشار فريق عمل البيت الأبيض للفيروس التاجي الدكتور أنتوني فوسي أنه لا يوجد دليل علمي على أن الفيروس التاجي نشأ في مختبر صيني خلال مقابلة مع ناشيونال جيوغرافيك.
قدم المدير السابق لهيئة البحث والتطوير الطبي الحيوي المتقدمة الدكتور ريك برايت شكوى المبلغين مدعيا أن إدارة ترامب قد فصلته بعد تجاهل تحذيراته الأولية بشأن جائحة COVID-19 ومعارضته لاستخدام عقار مكافحة الملاريا هيدروكسي كلوروكوين. لعلاج الفيروس التاجي.
أصدر باحثون في معهد المقاييس الصحية والتقييم بجامعة واشنطن (IHME) نموذجًا جديدًا للوفيات الناجمة عن فيروسات التاجية، يتنبأون بوفاة 135.000 أمريكي من COVID-19 بحلول أوائل أغسطس 2020 نتيجة لتخفيف تدابير التباعد الاجتماعي. وكان نموذج سابق صدر في 29 نيسان قد توقع 72400 حالة وفاة.
أصدرت شركة العلاقات العامة Edelman ومقرها الولايات المتحدة مقياس Edelman Trust Barometer لعام 2020، مما يدل على أن 64 ٪ من المستطلعين كانوا على علم بالانقسام بين الأغنياء والفقراء نتيجة لوباء COVID-19 ؛ شعر 67٪ أن الأقل تعليماً والفقراء وأقل الموارد تأثروا بشكل غير متناسب بالوباء؛ 67٪ كانوا قلقين بشأن انتشار المعلومات «المتحيزة وغير الدقيقة» حول الفيروس التاجي. وأن 67٪ يعتقدون أن الحكومة يجب أن تعطي الأولوية لإنقاذ الأرواح على الاقتصاد. اعتقد 33٪ فقط ممن شملهم الاستطلاع على مستوى العالم أن توفير الوظائف والاقتصاد أكثر أهمية. قام إيدلمان بمسح أكثر من 13200 مشارك في كندا والصين وفرنسا وألمانيا والهند واليابان والمكسيك والمملكة العربية السعودية وكوريا الجنوبية والمملكة المتحدة والولايات المتحدة بين 15 نيسان و23 نيسان.

### 6 أيار:-
نفى الرئيس الأمريكي دونالد ترامب التقارير السابقة التي تفيد بأنه سيتم حل فرقة عمل البيت الأبيض للفيروس التاجي، مشيرا إلى أن عملها سيستمر «بشكل غير محدد». وأكد أيضًا أن الدكتورة أنتوني فوسي ومنسقة فرقة العمل ديبورا بيركس ستستمر في شغل مناصب في فرقة العمل.
كما أعلن وزير الزراعة الأمريكي، سوني بيردو، أن مصانع معالجة اللحوم الأمريكية ستعمل بكامل طاقتها في غضون عشرة أيام.
أصدر وزير خارجية الولايات المتحدة مايك بومبيو بيانًا اتهم فيه الصين بالتستر على تفشي المرض في ووهان وتسبب في مئات الآلاف من القتلى والضيق الاقتصادي العالمي.
انتقد حاكم نيويورك أندرو كومو العديد من الولايات الأمريكية لإعادة فتح اقتصاداتها على الرغم من ارتفاع عدد الإصابات.
دافع المدير السابق للمراكز الأمريكية لمكافحة الأمراض، توم فريدن، عن توسيع نطاق الاختبارات في الولايات المتحدة، محذرًا من أن البلاد لديها حرب «طويلة وصعبة» ضد وباء الفيروسات التاجية.
دعا الأمين العام للأمم المتحدة أنطونيو جوتيريس إلى أن يكون مليار شخص معوق في العالم متساوون في الوصول إلى الوقاية والعلاج من COVID-19.

### 7 أيار:-
صرح وزير الصحة البرازيلي نيلسون تيش خلال مؤتمر إعلامي أن السلطات المحلية قد تضطر إلى فرض عمليات الإغلاق رداً على الحالات المتزايدة والوفيات. بالإضافة إلى ذلك، فإن أكثر من 20 مسؤولًا حكوميًا برازيليًا، بما في ذلك المتحدث أوتافيو ريجو باروس، ورئيس الاتصالات فابيو واجنجارتن، ووزير الأمن المؤسسي أوغستو هيلينو، أثبتت الاختبارات إيجابية لـ COVID-19.
أعلن رئيس الوزراء الكندي جاستن ترودو أن الحكومة الفيدرالية وعشر مقاطعات قد وافقت على زيادة أجور العمال الأساسيين بما في ذلك أولئك الذين يعملون في منازل الراحة. أكد ترودو أن الحكومة الفيدرالية ستساهم بمبلغ 4 مليارات دولار كندي، وهو ما يمثل 75٪ من إجمالي التكلفة.
أوقفت السلفادور وسائل النقل العام لمدة 15 يومًا من أجل كبح انتشار COVID-19.
حولت الحكومة المكسيكية المقر الرئاسي السابق لوس بينوس إلى منزل مؤقت للعاملين الصحيين الذين يقاتلون COVID-19. يقيم 58 طبيبا وعاملا في المنشأة، والتي يمكن أن تستوعب 100 شخص.
أثبتت الاختبارات السلبية التي أصابت الفيروس التاجي أن الرئيس الأمريكي دونالد ترامب ونائب الرئيس مايك بنس أصيبا بعد إصابة جندي عسكري أمريكي كان يعمل في البيت الأبيض بالفيروس التاجي. وفقًا للكرملين، عرض الرئيس ترامب إرسال مساعدة طبية إلى موسكو وأسواق النفط. ذكر ترامب أيضًا أن الرئيس الروسي فلاديمير بوتين قبل شحنة من أجهزة التهوية من يونايتد ستيتس.
ألغى القاضي الاتحادي للولايات المتحدة، دوغلاس ب. وودلوك، أمر حاكم ماساتشوستس تشارلي بيكر بتعيين متاجر أسلحة «أعمال غير ضرورية»، بحجة أن إغلاقها طوال فترة جائحة الفيروسات التاجية ينتهك التعديل الثاني. ونتيجة لذلك، يُسمح بإعادة فتح المسدسات النارية في الولاية. مددت سلطات ولاية نيويورك الوقف الاختياري لعمليات الإخلاء لعدم دفع الإيجار لمدة 60 يومًا أخرى حتى 20 آب لمكافحة انتشار COVID-19.
وقد نصح مسؤولو ولاية واشنطن الناس بعدم عقد «أحزاب COVID-19» للحد من انتشار الفيروس التاجي.
أطلقت الهيئة التنسيقية للشعوب الأصلية في حوض الأمازون صندوق أمازون للطوارئ لجمع الأموال لحماية 3 ملايين من سكان غابات الأمازون المطيرة من آثار الفيروس التاجي.
وافق صندوق النقد الدولي على ما مجموعه 18 مليار دولار أمريكي في طلبات المساعدة من 50 من أعضائه الـ 189. كما أكد المتحدث باسم صندوق النقد الدولي جيري رايس أن صندوق النقد الدولي يعالج طلبات المساعدة من أكثر من 50 دولة بما في ذلك جنوب إفريقيا وسريلانكا وزامبيا.
ناشد وكيل الأمين العام للأمم المتحدة للشؤون الإنسانية ومنسق الإغاثة في حالات الطوارئ مارك لوكوك الحصول على تمويل بقيمة 4.7 مليار دولار أمريكي لزيادة صندوقه البالغ ملياري دولار أمريكي لمساعدة البلدان النامية على مكافحة COVID-19. وتعطي الخطة الأولوية لـ20 دولة بما في ذلك أفغانستان وسوريا وليبيريا وباكستان والفلبين وزيمبابوي. سيتم استخدام الأموال لشراء المعدات الطبية، ومحطات غسل اليدين، وإطلاق حملات إعلامية وتطوير برامج جديدة لمكافحة انعدام الأمن الغذائي.
أعلنت الخطوط الجوية الأمريكية فرونتير إيرلاينز أنها ستبدأ في اختبار درجات حرارة جميع أفراد الطاقم والركاب اعتبارًا من 1 يونيو، مع منع دخول أي شخص لديه درجة حرارة تزيد عن 100.4 درجة فهرنهايت (38 درجة مئوية).

### 8 أيار:-
في هندوراس، اشتبك سكان جزء فقير من العاصمة تيغوسيغالبا مع الشرطة بعد أن أوقفوا دفن شخص يشتبه في أنه مات بسبب COVID-19.
في المكسيك، أمرت بعض السلطات المحلية بإغلاق الأسواق والمعجنات ومحلات الزهور لمدة عيد الأم لاحتواء انتقال COVID-19. تقترح سلطات أخرى عيد الأم الافتراضي أو حتى تأجيل الاحتفالات لمدة شهر.
عرض رئيس الولايات المتحدة دونالد ترامب على منافسه الديمقراطي جو بايدن نظام اختبار COVID-19 السريع حتى يتمكن من العودة إلى درب الحملة. وقد أكد البيت الأبيض أيضًا أن نتائج فحص أحد أعضاء نائب الرئيس مايك بنس كانت إيجابية بالنسبة للفيروس التاجي. دعا بنس أيضًا إلى استئناف الخدمات الدينية أثناء مخاطبة الزعماء الدينيين والمسؤولين الجمهوريين في الكنيسة المشيخية في دي موين، أيوا. بالإضافة إلى ذلك، أعلنت المتحدثة باسم البيت الأبيض، كايلي ماكناني، أن الدكتورة ديبورا بيركس، منسقة فرقة العمل المعنية بالفيروس التاجي في البيت الأبيض، ستقدم المشورة للحكومة الأمريكية بشأن توزيع عقار جلعاد ساينسز الجديد.
أفادت وزارة العمل الأمريكية أن معدل البطالة بلغ 14.7 ٪ في أبريل، مع فقدان 20.5 مليون وظيفة نتيجة لوباء COVID-19. يتجاوز هذا الرقم معدل البطالة الذي تسبب فيه الركود العظيم في أواخر العقد الأول من القرن الحادي والعشرين.
منعت حكومة الولايات المتحدة التصويت في مجلس الأمن التابع للأمم المتحدة على قرار يتعلق بجائحة COVID-19 بسبب إحالته إلى منظمة الصحة العالمية.
ألغت إدارة الغذاء والدواء الأمريكية تفويض الولايات المتحدة لأقنعة الوجه التي تنتجها أكثر من 60 شركة مصنعة على أساس أنها فشلت في تلبية معايير الصحة والسلامة للعاملين الصحيين.
ذكرت وكالة أسوشيتد برس أن العديد من حكام الولايات الأمريكية كانوا «يتجاهلون أو يفسرون بشكل إبداعي» إرشادات السلامة في البيت الأبيض لتخفيف القيود بأمان وإبقاء الأعمال مفتوحة خلال جائحة COVID-19. وفقًا للتقرير، فإن 17 ولاية أمريكية بما في ذلك ألاباما وكنتاكي وماين وميسيسيبي وميسوري ونبراسكا وأوهايو وأوكلاهوما وتينيسي ويوتا لم تحقق معيارًا رئيسيًا لتخفيف قيود فيروسات التاجية: مسار هبوطي لمدة 14 يومًا في الحالات الجديدة أو الإيجابية معدلات الاختبار.
دعا الأمين العام للأمم المتحدة أنطونيو غوتيريس إلى بذل «جهد شامل» لإنهاء خطاب الكراهية على الصعيد العالمي رداً على «تسونامي الكراهية وكره الأجانب الذي أطلقه الوباء» بما في ذلك المشاعر المعادية للأجانب ومعاداة السامية ومناهضة المشاعر الإسلامية.
سمحت Facebook العملاقة لوسائل التواصل الاجتماعي للموظفين بالعمل عن بعد حتى نهاية العام. معظم مكاتب Facebook مغلقة حتى 6 تموز .
أعلنت شركة Apple عملاقة التكنولوجيا العالمية أنها ستعيد فتح متاجر البيع بالتجزئة في الولايات المتحدة من الأسبوع المقبل.
أعلن الاتحاد الدولي لعمال الأغذية والتجارة المتحدة (UFCW) معارضته لإعادة فتح مصانع تعليب اللحوم الأمريكية، مدعيا أن إدارة ترامب فشلت في ضمان سلامة العمال.

### 9 أيار:-
مدد رئيس الأرجنتين ألبرتو فرنانديز الحجر الصحي في العاصمة بوينس آيرس حتى 24 أيار، لكنه خفف قيود الحجر الصحي في أجزاء أخرى من البلاد. تخضع بوينس آيرس للحجر الصحي منذ 20 آذار.
دعا وزير الاقتصاد البرازيلي، باولو جويديس، المحكمة الاتحادية العليا إلى إلغاء إجراءات الحجر الصحي الحكومية من أجل منع نقص السلع الأساسية.
أعضاء الكونغرس إليوت إنجل، الرئيس الديمقراطي للجنة الشؤون الخارجية بمجلس النواب الأمريكي، ومايكل ماكول، العضو الجمهوري البارز في لجنة مجلس النواب، والسيناتور جيم ريش، الرئيس الجمهوري للجنة العلاقات الخارجية بمجلس الشيوخ الأمريكي، والسيناتور بوب مينينديز، بعث عضو ديمقراطي رفيع المستوى في مجلس الشيوخ برسالة مشتركة إلى ما يقرب من 60 دولة «متشابهة التفكير» تطلب منهم دعم مشاركة تايوان في منظمة الصحة العالمية. وشملت هذه البلدان كندا وتايلند واليابان وألمانيا والمملكة المتحدة والمملكة العربية السعودية وأستراليا.
أكد نائب السكرتير الصحفي للبيت الأبيض، هوجان جيدلي، أن مسؤولاً عسكرياً كان يعمل على مقربة من الرئيس دونالد ترامب، أظهر نتائج إيجابية للفيروس التاجي يوم الأربعاء. وأكد أيضًا أن اختبار ترامب ونائب الرئيس مايك بنس سلبي بالنسبة للفيروس التاجي.

### 15 أيار:-
من المقرر أن تنتهي أوامر البقاء في المنزل في كاليفورنيا ونيفادا ونيويورك وواشنطن العاصمة.

### 31أيار:-
أوامر البقاء في المنزل في إلينوي ؛ مقاطعة ألاميدا، كاليفورنيا ؛ مقاطعة كونترا كوستا، كاليفورنيا ؛ مقاطعة مارين، كاليفورنيا ؛ مقاطعة سان ماتيو، كاليفورنيا ؛ مقاطعة سانتا كلارا، كاليفورنيا ؛ بيركلي، كاليفورنيا ؛ ومن المقرر أن تنتهي سان فرانسيسكو، كاليفورنيا.

## ردود الفعل والتدابير في الشرق الأوسط:-

### 1 أيار:-
حذر المفتش العام الخاص لإعادة إعمار أفغانستان (SIGAR) كونغرس الولايات المتحدة من أن أفغانستان تواجه أزمة صحية نتيجة لوباء الفيروس التاجي بسبب ضعف نظام الرعاية الصحية، وسوء التغذية على نطاق واسع، والحدود التي يسهل اختراقها، والتشرد الداخلي الهائل، والتواصل مع إيران، والنزاع المستمر.
أسد قيصر، رئيس الجمعية الوطنية الباكستانية، نتيجته كانت إيجابية للفيروس التاجي.

### 2 أيار:-
أعلن وزير المالية السعودي محمد الجدعان أن الحكومة السعودية ستتخذ «إجراءات صارمة ومؤلمة» للتعامل مع التأثير الاقتصادي لوباء الفيروس التاجي دون إعطاء أي تفاصيل.

### 3 أيار:-
أعلن الرئيس الإيراني حسن روحاني أن المساجد في 312 مقاطعة إيرانية ستُعاد فتحها ولكن سيتعين عليها الامتثال لقواعد التباعد الاجتماعي.
رفعت الحكومة الأردنية جميع القيود المفروضة على النشاط الاقتصادي، بما في ذلك التحيز الاجتماعي والإجراءات الصحية من أجل تحفيز اقتصاد البلاد.
استأنفت البورصة الفلسطينية التداول بعد 40 يومًا من عدم النشاط كجزء من جهود السلطة الفلسطينية لتخفيف قيود الإغلاق. أعلن الرئيس التنفيذي أحمد عويضة أنه سيتم السماح للمستثمرين بالتداول عن بعد بما يتماشى مع اللوائح الصحية.
في الإمارات العربية المتحدة، أعيد فتح ثلاثة مراكز تسوق في أبو ظبي بعد اعتماد تدابير السلامة بما في ذلك الإبعاد الاجتماعي وتركيب أجهزة التفتيش الحراري.
في اليمن، ناشد وزير الصحة الحوثي طه المتوكل الأمم المتحدة أن ترسل لهم المزيد من مجموعات الاختبار بسبب الوضع الاقتصادي الحاد للبلاد الناتج عن الحرب الأهلية اليمنية والعقوبات.

### 4 أيار:-
صوت المكتب الدولي للمعارض (BIE) على تأجيل إكسبو 2020 في دبي بين 1 تشرين الأول 2021 و 31 آذار 2022.
حذر الرئيس السوري بشار الأسد من أن سوريا تواجه «كارثة حقيقية» إذا ارتفع عدد حالات COVID-19 وتجاوز الخدمات الصحية.

### 5 أيار:-
وزعت الحكومة الأفغانية الخبز المجاني على مئات الآلاف من الأفغان بسبب انقطاع الإمدادات الغذائية والتضخم الناجم عن جائحة COVID-19. كجزء من المرحلة الأولى من المشروع، تلقت أكثر من 250.000 أسرة في كابول عشر قطع مسطحة من خبز نان يوميًا.
أعلنت الحكومة الأردنية أنها ستبقي على حظر التجول الليلي، الذي تم فرضه في 21 آذار، على الرغم من احتوائه على انتشار الفيروس التاجي وتخفيف القيود المفروضة على الشركات.
مددت السلطة الفلسطينية حالة الطوارئ في الضفة الغربية لمدة شهر. في ظل حالة الطوارئ، تم احتجاز الفلسطينيين في منازلهم باستثناء السفر الضروري. حذرت الأونروا (وكالة الأمم المتحدة لإغاثة وتشغيل اللاجئين الفلسطينيين في الشرق الأدنى) من أن الوكالة لديها فقط ما يكفي من النقد لمواصلة تغطية نفقات التشغيل بما في ذلك دفع 30.000 من العاملين في مجال الرعاية الصحية حتى نهاية أيار 2020 بسبب قطع التمويل الأمريكي.
في الإمارات العربية المتحدة ، خفضت السيارة المؤجرة لشركة Careem ، وهي شركة تابعة لشركة Uber ، 31 بالمائة من قوتها العاملة (536 موظفًا) نتيجة التداعيات الاقتصادية لوباء COVID-19.

### 6 أيار:-
حذر المتحدث باسم وزارة الصحة والتعليم الطبي الإيرانية ، كيانوش جاهانبور ، من «الاتجاه الصاعد» لحالات COVID-19 خلال الأيام الثلاثة أو الأربعة الماضية بسبب التغيرات في سلوك الناس. أبلغت إيران عن 1680 حالة جديدة ، وبذلك يصل العدد الإجمالي إلى أكثر من 100.000 شخص.
اشترى المغرب المزيد من الطائرات بدون طيار من شركة تصنيع الطائرات بدون طيار الصينية DJI.
أثارت الحكومة الباكستانية مخاوف مع الإمارات العربية المتحدة من احتمال أن يكون العمال المهاجرون الباكستانيون العائدون إلى الوطن حاملين للفيروس التاجي.
أعلن أكبر الباكر ، الرئيس التنفيذي للخطوط الجوية القطرية ، أن الشركة ستقلص الوظائف نتيجة للتداعيات الاقتصادية لوباء COVID-19.

### 7أيار:-
مدد رئيس الوزراء المصري مصطفى مدبولي حظر التجول الليلي في البلاد حتى نهاية رمضان.
أعلن الرئيس الباكستاني عمران خان أن باكستان سترفع قيود الإغلاق في 9 أيار (السبت) على الرغم من ارتفاع الحالات بسبب العدد الكبير من الفقراء والعمال الذين تضرروا من إغلاق البلاد.
أنشأت حكومة المملكة العربية السعودية وحدة للشرطة لمراقبة انتهاكات القواعد التي تحظر التجمعات العامة لأكثر من خمسة أشخاص. كما شجعت السلطات السعودية الناس على الإبلاغ عن انتهاكات هذه القيود.

### 8 أيار:-
كانت نتائج اختبار وزير الصحة الأفغاني فيروز الدين فيروز إيجابية لفيروس كورونا.
فرضت الكويت حظر تجوال لمدة 20 يومًا بين الساعة 4 مساءً بالتوقيت المحلي في 10 أيار و 30 أيار من أجل مكافحة انتشار COVID-19.
خففت الحكومة اللبنانية من قيود الإغلاق المفروضة في مارس ، مما سمح بإعادة فتح المساجد. ومع ذلك ، يجب أن تلتزم المساجد بقواعد التباعد الاجتماعي.
أطلقت الأونروا نداء طوارئ لجمع 93.4 مليون دولار أمريكي لتوفير الغذاء والنقود للفلسطينيين الضعفاء على مدى الأشهر الثلاثة المقبلة.

### 9 أيار:-
في مقاطعة غور الأفغانية ، قُتل ستة أشخاص في اشتباكات خلال احتجاج على سوء إدارة المساعدة المزعومة للتخفيف من الآثار الاجتماعية والاقتصادية لوباء COVID-19.
وحذر أمير الكويت صباح الأحمد الجابر الصباح من أن تراجع أمراء النفط وقيمة الأصول الاستثمارية سيهدد الملاءة المالية للبلاد.
مددت ولاية الخرطوم السودانية حظر التجول لمدة عشرة أيام أخرى بسبب ارتفاع عدد الحالات. كما منعت السلطات السفر بين العاصمة الخرطوم وولايات أخرى.

## ردود الفعل والتدابير في أوروبا:-

### 1 أيار:-
تمدد أذربيجان إجراءات الإغلاق حتى 31 أيار.
أعلن الرئيس الفرنسي إيمانويل ماكرون أن نهاية الإغلاق الوطني في 11 أيار ستشكل الخطوة الأولى نحو إعادة بناء اقتصاد البلاد.
في ألمانيا ، تحدى المتظاهرون في عيد العمال حظرا على التجمعات الاجتماعية لأكثر من 20 شخصا عن طريق تنظيم مظاهرات في برلين تندد بالرأسمالية والدعوة إلى التضامن مع اللاجئين. ارتدى العديد من المتظاهرين الأقنعة ووقفوا بفارق 1.5 متر.
حذر رئيس الوزراء المجري فيكتور أوربان من أن المجر تحتاج إلى الاستعداد للموجة الثانية المحتملة من الفيروس التاجي بين أكتوبر ونوفمبر خلال موسم الخريف. بالإضافة إلى ذلك ، أعلن منظمو بطولة العالم للفورمولا واحد 2020 في المجر أن السباق سيقام في 2 أغسطس ولكن بدون متفرجين للامتثال لقواعد المباعدة الاجتماعية المجرية.
أعلن الأيرلندي Taoiseach Leo Varadkar أن الأشخاص الذين تزيد أعمارهم عن 70 عامًا سيكونون قادرين على مغادرة منازلهم للذهاب للمشي والقيادة من يوم الثلاثاء فصاعدًا (5 أيار) وتمديد حد السفر لممارسة الرياضة من 2 كم إلى 5 كم. كما أعلن فارادكار أن الاقتصاد الأيرلندي سيفتح على خمس مراحل بين 18 أيار و 10 آب .
أعلنت شركة الطيران ريلانير ذات الميزانية الأيرلندية أنها تخطط لإلغاء 3000 من وظائف الطيارين وطاقم الطائرة نتيجة للتداعيات الاقتصادية لوباء الفيروس التاجي.
اعتذر رئيس الوزراء الإيطالي جوزيبي كونتي عن تأخر الحكومة الإيطالية في دفع أكثر من 50 مليار يورو لمساعدة الشركات والعائلات التي تكافح.
في كازاخستان ، استأنفت Air Astana و SCAT و Qazaq Air عمليات الطيران ولكن المقاعد المتوسطة ستكون فارغة لضمان المسافة الاجتماعية. سيُطلب من الركاب أيضًا الخضوع لفحوصات درجات الحرارة وتقديم الشهادات التي تؤكد أن نتائج اختبارهم سلبية للفيروس التاجي.
رفع رئيس وزراء سلوفاكيا إيغور ماتوفيتش حجرًا صحيًا تم وضعه في ثلاث قرى من طائفة الروما في أبريل ، تم تحديدها على أنها مجموعات من فيروسات التاجية.
توقعت وزيرة الاقتصاد والأعمال الإسبانية نادية كالفينيو أن ينخفض الناتج المحلي الإجمالي الإسباني بنسبة 9.2 في المائة في عام 2020.
تختبر الحكومة السويسرية تطبيق تتبع الاتصال على 100 جندي من الجيش السويسري قبل إطلاقه المخطط له في 11 أيار .
قامت الحكومة التركية بإجلاء 300 من مواطنيها من بغداد والمحافظات الجنوبية العراقية عبر طريق بري بدعم من الإدارات الحكومية التركية والسفارة التركية في بغداد.
في المملكة المتحدة ، أبلغ مطار هيثرو عن انخفاض في الإيرادات بنسبة 12.7٪ إلى 593 مليون ين ياباني (754 مليون دولار أمريكي) في الربع الأول من عام 2020. كما انخفضت أعداد الركاب بنسبة 97٪ نتيجة لوباء فيروسات التاجية. وجد تقرير صادر عن معهد الدراسات المالية أن المرضى من المجتمعات البنغلاديشية والباكستانية والسود لديهم معدل وفيات أعلى من الفيروس التاجي من البريطانيين البيض ، حيث أبلغوا عن 2 و 2.9 و 3.7 مرة معدل المرضى البيض على التوالي. أعلن وزير الصحة مات هانكوك أن السلطات الصحية في المملكة المتحدة أجرت 122347 اختبارًا ، لتحقيق هدف الحكومة البريطانية في اختبار 100000 شخص.
وقد أعرب المدير العام لمنظمة الصحة العالمية ، تيدروس أدهانوم ، عن «مخاوف نعمة» بشأن تأثير الفيروس التاجي على البلدان ذات «النظم الصحية الضعيفة». صرح رئيس قسم الطوارئ في منظمة الصحة العالمية مايكل ريان أن الفيروس التاجي كان من «أصل طبيعي»، متنازعًا على ادعاء الرئيس الأمريكي دونالد ترامب بأنه نشأ في مختبر صيني.

### 2 أيار:-
أعلن وزير الصحة الفرنسي أوليفييه فيران أن الحكومة الفرنسية ستمدد حالة الطوارئ الصحية في البلاد لمدة شهرين من أجل مكافحة الفيروس التاجي.
خففت الحكومة الإسبانية إجراءات الإغلاق بالسماح لجميع الإسبان بالمشي أو ممارسة الرياضة بعد 48 يومًا من الإقامة في المنزل. أعلن رئيس الوزراء الإسباني بيدرو سانشيز أن الحكومة ستجبر على ارتداء الأقنعة في وسائل النقل العام. أعلنت سلطات مدريد أنها ستوزع ستة ملايين قناع في جميع أنحاء البلاد اعتبارًا من 4 أيار وسبعة ملايين أخرى للسلطات المحلية.
رفعت وزارة التجارة التركية حدود تصدير المعدات الطبية ومتطلبات الشركات العامة للحصول على إذن مسبق لتصدير الإمدادات والمعدات الطبية إلى الخارج. أرسلت تركيا الإمدادات الطبية بما في ذلك أجهزة التنفس إلى الصومال والولايات المتحدة.

### 3 أيار:-
سمح نائب رئيس الوزراء الأرمني تيغران أفينيان للمتاجر والمطاعم والحانات بالاستئناف كجزء من تخفيف سياسات الإغلاق من أجل تخفيف التداعيات الاقتصادية لوباء الفيروس التاجي.
في النمسا ، أعلن مطار فيينا أنه سيقدم اختبارات فيروسات تاجية في الموقع ابتداءً من يوم الاثنين من أجل تقليل مخاطر عزل الركاب الوافدين. سيكلف الاختبار 190 يورو (209 دولارات أمريكية) وسيكون متاحًا في غضون ساعتين إلى ثلاث ساعات.
أعلنت شركة الطيران المجرية الاقتصادية ويز إير أنها ستستأنف رحلاتها من المدن الأوروبية إلى أبوظبي اعتبارًا من حزيران 2020.
سمحت إسرائيل لطلاب الصف الأول والثاني والثالث وكذلك الطلاب في الصفين الأخيرين من المدرسة الثانوية بالعودة إلى الفصول ، والتي تم إغلاقها في منتصف مارس من أجل احتواء انتشار الفيروس التاجي.
اعترف رئيس وزراء المملكة المتحدة بوريس جونسون خلال مقابلة إعلامية بأن الحكومة البريطانية وضعت خطط طوارئ في حالة وفاته من فيروس كورونا. أعلن وزير مكتب مجلس الوزراء مايكل جوف أن الحكومة البريطانية ستختبر أيضًا برنامجًا جديدًا لتتبع الفيروسات التاجية في جزيرة وايت.

### 4 أيار:-
وافقت المفوضية الأوروبية على 7 مليارات يورو من مساعدات الدولة الفرنسية لمساعدة شركة الطيران الفرنسية المحاصرة إير فرانس على التخفيف من التداعيات الاقتصادية لوباء فيروس كورونا. في وقت لاحق من ذلك اليوم ، أعلنت رئيسة المفوضية الأوروبية Ursula von der Leyen أن الاتحاد الأوروبي كان يتعهد بتقديم مليار يورو (1.09 دولار أمريكي) لتمويل البحث العالمي في العلاج واللقاحات لـ COVID-19 خلال حدث إعلان عبر الإنترنت. إجمالاً ، تعهد قادة العالم بتقديم 7.4 مليار يورو لدعم البحوث في مجال البحث عن اللقاحات والتشخيص وعلاج COVID-19.

أعلنت الحكومة الفنلندية أنها سترفع قيود COVID-19، مما يسمح باستئناف المطاعم والمكتبات والمنشآت الرياضية والخدمات العامة اعتبارًا من 1 يونيو. كما سيُسمح بالتجمعات العامة لـ 50 شخصًا اعتبارًا من 1 حزيران. يُسمح بالسفر الأساسي إلى دول منطقة شنغن اعتبارًا من 14 أيار.
أعلن الرئيس الفرنسي إيمانويل ماكرون والمستشارة الألمانية أنجيلا ميركل أن حكومتيهما ستساهم بمبلغ 500 مليون يورو و 525 مليون يورو على التوالي في مبادرات جمع الأموال العالمية لتمويل البحوث في اللقاحات وعلاج الفيروس التاجي.
حذر وزير الصحة الألماني ، ينس سبان ، من أن الأمر قد يستغرق سنوات لتطوير لقاح لـ COVID-19 استجابة لملاحظات الرئيس ترامب أنه يمكن أن يكون لديهم لقاح بحلول أواخر عام 2020. وفي نفس اليوم ، سمحت الحكومة الألمانية للمتاحف ومصففي الشعر ، إعادة فتح الكنائس ومصانع السيارات.
أعلن رئيس الوزراء الإسرائيلي بنيامين نتنياهو أن إسرائيل ستخفف العديد من قيود الإغلاق بما في ذلك السماح بزيارات لأفراد العائلة المباشرين ، والسماح بالتجمعات العامة لما يصل إلى 20 شخصًا في المناطق المفتوحة (سيتم توسيعها إلى 50 شخصًا في 17 أيار)، والسماح بحفلات الزفاف وجنازات تصل إلى 50 شخصا في مناطق مفتوحة. سيسمح بإعادة فتح مراكز التسوق والأسواق الخارجية في 7 أيار. كما أعلن نتنياهو أنه سيتم تسهيل عملية الشركات الصغيرة والعاملين لحسابهم الخاص. سيتم إعادة فتح رياض الأطفال في 10 أيار ، ومن المتوقع إعادة فتح جميع المدارس بحلول نهاية مايو. من المقرر إعادة فتح الجامعات والكليات في 14 يونيو. كما سيتم استخدام القيود على الأنشطة الترفيهية.
في إيطاليا ، عاد 4.4 مليون شخص إلى العمل بعد أن قامت الحكومة الإيطالية بتخفيف قيود الإغلاق بعد سبعة أسابيع من الإغلاق على مستوى البلاد.
أعلن الرئيس الروماني كلاوس إيوهانيس أن رومانيا لن تمدد حالة الطوارئ إلى ما بعد 15 أيار ، لكنها ستعمل على «حالة تأهب» تسمح ببعض التخفيف المعتدل للقيود ، بما في ذلك رفع قيود السفر. ومع ذلك ، لن يُسمح للناس بالسفر في مجموعات أكبر من ثلاثة وتظل التجمعات العامة محظورة.
في سويسرا ، قدم دعاة حماية البيئة عريضة تبلغ 22000 إلى الجمعية الفيدرالية تطالب الحكومة السويسرية بتمرير حزمة مساعدات بقيمة 64 مليار دولار أمريكي تشجع «التعافي الأخضر» وتطالب بأن يكون دعم الدولة لصناعات مثل الطيران مرتبطًا بخفض انبعاثات الكربون.
أعلن الرئيس التركي رجب طيب أردوغان أن تركيا ستخفف قيود الإغلاق في أيار وحزيران وتموز. وأعلن أنه سيُسمح للشباب وكبار السن بقضاء أربع ساعات خارج اليوم اعتبارًا من نهاية الأسبوع وما بعده. سيتم رفع قيود السفر لسبع مدن باستثناء إسطنبول وأنقرة وإزمير. سيُسمح بإعادة فتح مراكز التسوق ومحلات الحلاقة وبعض المتاجر في 11 أيار ، بينما ستُعاد فتح الجامعات في 15 حزيران. ومع ذلك ، حذر أردوغان من أن الحكومة التركية ستفرض إجراءات أكثر صرامة إذا لم يلتزم المواطنون بخطة التطبيع.
مددت الحكومة الأوكرانية الإغلاق على مستوى الدولة حتى 22 أيار ، لكنها خففت من القيود الصحية بما في ذلك إعادة فتح الحدائق العامة ، والمناطق الترفيهية ، والمتاجر المتخصصة في السلع المنزلية والمنسوجات ، والمطاعم للوجبات السريعة.
في المملكة المتحدة ، ذكر المتحدث باسم رئيس الوزراء البريطاني بوريس جونسون أن الأسئلة تحتاج إلى إجابة حول أصل وانتشار COVID-19 من أجل الاستعداد للأوبئة في المستقبل. أصدر نائب رئيس الأطباء جوناثان فان تام بيانًا في مؤتمر صحفي بأن المملكة المتحدة لن تخفف قيود الإغلاق إلا بعد أن بدأ عدد الحالات في الانخفاض. كما أكد فان تام أن معظم مرضى الفيروس التاجي طوروا أجسامًا مضادة ضد COVID-19 ولكن النتائج كانت لا تزال مبكرة جدًا للإشارة إلى ما إذا كانوا قد قدموا مناعة.
دعا المدير العام لمنظمة الصحة العالمية تيدروس أدهانوم العالم للعمل سويا لهزيمة COVID-19، مشيدا بالتعهدات الأخيرة التي قدمها قادة العالم بقيمة 8 مليارات دولار أمريكي لمكافحة هذا الوباء.

### 5 أيار:-
نفى المفوض الأوروبي للسوق الداخلية تييري بريتون أن يكون الاتحاد الأوروبي «ساذجًا» في تعاملاته مع الصين خلال مقابلة مع إذاعة فرنسا إنفو.
أعلنت وزيرة الدولة الفرنسية للاقتصاد الرقمي ، سيدريك أو ، أن الحكومة الفرنسية تخطط لإطلاق تطبيق "StopCOVID" للبحث عن المفقودين بحلول 2 حزيران. حذر الرئيس الفرنسي إيمانويل ماكرون من أن السفر داخل الاتحاد الأوروبي وفي الخارج سيكون محدودًا خلال صيف 2020 من أجل تقليل مخاطر عودة COVID-19 إلى الحد الأدنى.
خففت العديد من الولايات الألمانية من متطلبات الإغلاق على الرغم من مناشدات المستشارة الألمانية أنجيلا ميركل من أجل «الحكمة» في الجهود المبذولة لاحتواء جائحة COVID-19.
أفادت شركة Wizz Air المجرية ذات الميزانية المحدودة عن انخفاض عدد الركاب في نيسان 98 بسبب جائحة COVID-19، حيث كانت تقل شركة الطيران 78389 مسافرًا في ذلك الشهر.
سمحت لجنة في الكنيست الإسرائيلي لوكالة المخابرات المحلية شين بيت بمواصلة استخدام بيانات الهاتف المحمول لتتبع تحركات مرضى الفيروس التاجي حتى 26 أيار.
في هولندا ، أمر عمدة لاهاي الشرطة بتفريق 200 احتجاج قوي ضد إجراءات إغلاق البلاد ، واعتقلت العشرات من المتظاهرين. حدد العلماء الهولنديون أيضًا جسمًا مضادًا قادرًا على مقاومة الفيروس التاجي أثناء الاختبارات المعملية.
أعلن وزير الصناعة والتكنولوجيا التركي مصطفى فارانك أنه يمكن لجميع مصانع السيارات التركية الكبرى استئناف عملها اعتبارًا من 11 أيار.
أصدر المركز الوطني للأمن السيبراني في المملكة المتحدة (NCSC) ووكالة الأمن السيبراني وأمن البنية التحتية في الولايات المتحدة (CISA) بيانًا مشتركًا يفيد بأن المتسللين المدعومين من الحكومة كانوا يستهدفون شركات الأدوية ومؤسسات البحث والحكومات المحلية من أجل سرقة معلومات حول جهود لمكافحة جائحة COVID-19. ونفت إيران والصين وروسيا أي دور لها في هذه الهجمات وزعمت أنها وقعت ضحية لهجمات إلكترونية مماثلة. أعلنت شركة فيرجن أتلانتيك البريطانية الناقل أنها ستلغي أكثر من 3000 وظيفة نتيجة للتداعيات الاقتصادية لوباء الفيروس التاجي.
صرح المتحدث باسم منظمة الصحة العالمية كريستيان ليندميير أنه قد يكون هناك المزيد من التقارير السابقة عن الفيروس التاجي بعد أن اكتشف مستشفى فرنسي أنه عالج رجلاً بـ COVID-19 في 27 ديسمبر بعد إعادة اختبار عينات مرضى الالتهاب الرئوي ، قبل نحو شهر من تأكيد السلطات الصحية الفرنسية الحالة الأولى للبلاد.
وزير الصحة في طاجيكستان نسيم أوليمزودا بسبب مزاعم بأن الحكومة الطاجيكية قد قللت من خطورة وباء الفيروس التاجي.

### 6 أيار:-
توقع المفوض الأوروبي للاقتصاد باولو جنتيلوني أن الاتحاد الأوروبي سيواجه ركودًا اقتصاديًا هذا العام مع انخفاض في الناتج الاقتصادي بأكثر من سبعة بالمائة.
أعلنت السلطات الصحية التشيكية أن «دراسة مناعة جماعية» تختبر وجود الأجسام المضادة لـ COVID-19 في الأشخاص الذين لا يعانون من أعراض أظهرت حدوثًا منخفضًا جدًا للمرض. اختبرت هذه الدراسة 26,549 شخصًا في أربع مناطق باستخدام اختبارات الأجسام المضادة ووجدت 107 دراسات جديدة.
أعلن رئيس الوزراء الهولندي مارك روتي أن هولندا ستبدأ في تخفيف قيود الإغلاق الأسبوع المقبل على مدى أربعة أشهر. وأعلن روتي أيضًا أنه سيتم السماح للغولف الترفيهي والتنس اعتبارًا من 11 مايو ، لكن الرياضة المنظمة ستستأنف من 1 أيلول.
أعلنت شركة سانوفي باستور الفرنسية الفرعية للقاحات أنها تخطط لتسجيل آلاف الأشخاص حول العالم في لقاح تجريبي تقوم بتطويره بالشراكة مع شركة جلاكسو سميث كلاين البريطانية.
أعلنت الحكومة الألمانية أن الدوري الألماني لكرة القدم سيستأنف المباريات من 15أيار.
أظهرت نتائج الاختبار إيجابية لوزيرة الثقافة الروسية أولغا ليوبيموفا. حذر الرئيس الروسي فلاديمير بوتين من التسرع في رفع إجراءات الإغلاق ، محذرا من أن القيام بذلك سيبطل جهود مكافحة COVID-19.
أعادت الحكومة السلوفاكية فتح العديد من الشركات بما في ذلك تراسات المطاعم والفنادق وجميع المحلات التجارية خارج مراكز التسوق. سمحت الحكومة بإقامة حفلات الزفاف والخدمات الدينية بأعداد محدودة.
قام البرلمان الإسباني ، كورتيس جنرال ، بتمديد حالة الطوارئ في البلاد لمدة أسبوعين.
أعلن وزير الصحة التركي فاهرتين كوكا عن خطط لإعادة فتح الاقتصاد بما في ذلك تحديد متطلبات الإبعاد الاجتماعي وقناع الوجه.
في المملكة المتحدة ، استقال عالم الأوبئة البريطاني نيل فيرغسون من المجموعة الاستشارية العلمية للحكومة البريطانية في حالات الطوارئ (SAGE) بعد خرق قوانين الإغلاق والتشويش الاجتماعي من خلال الاجتماع مع عشيقته المتزوجة.
صرح رئيس الوزراء البريطاني بوريس جونسون أن الحكومة البريطانية ستعلن عن خطتها لتخفيف قيود إغلاق فيروسات التاجية ابتداءً من يوم الأحد (9 أيار).
حث المدير العام لمنظمة الصحة العالمية تيدروس أدهانوم البلدان الخارجة من القيود الوبائية على خطر العودة إلى ظروف الإغلاق إذا لم تدير عمليات انتقالها «بعناية فائقة وفي نهج مرحلي».

### 7 أيار:-
سمحت الحكومة الدنماركية بإعادة فتح قطاع البيع بالتجزئة بالكامل بما في ذلك مراكز التسوق من 11 أيار. سيتم إعادة فتح المطاعم والمقاهي بعد أسبوع واحد.
أعلن رئيس الوزراء الفرنسي إدوارد فيليب أن فرنسا ستخفف قيود إغلاق COVID-19 اعتبارًا من 11 ايار ، لكن بعض القيود ستبقى في باريس بسبب العديد من الحالات الجديدة. أكد وزير الداخلية الفرنسي كريستوف كاستانر أن حدود البلاد ستظل مغلقة على الرغم من الرفع المقرر للإغلاق الوطني في 11 أيار.
صرحت المستشارة الألمانية أنجيلا ميركل خلال مقابلة إعلامية أن وباء الفيروس التاجي يمكن أن يستمر لمدة عام. وكانت ميركل قد أعلنت أمس عن خطوات لتخفيف إغلاق ألمانيا أثناء إطلاقها «آلية كسر الطوارئ» في حالة عودة انتشار الوباء. وقد قدر معهد روبرت كوخ أن معدل تكاثر فيروس التاجي هو 0.65، وهذا يعني أن 100 شخص أصيبوا بالمرض يصابون في المتوسط 65 ؛ مما يشير إلى انخفاض معدل الإصابة. كما حذر مسؤول صحة ألماني رفيع المستوى لارس شادي من أن موجة COVID-19 الثانية ممكنة اعتمادًا على سلوك الناس وامتثالهم للوائح الصحية والتمييز الاجتماعي.
أعلن الدوري الألماني لكرة القدم (البوندسليجا) أن مباريات المحترفين والمباريات من الدرجة الثانية ستستأنف في 16 أيار.
أعلن رئيس الوزراء الجورجي جيورجي جاخاريا أن الحكومة الجورجية سترفع الإغلاق في تبليسي وتسمح بإعادة فتح المتاجر يوم 11 أيار. سيتم رفع الإغلاق عن روستافي في 14 أيار. ستُستأنف السياحة المحلية في 15 حزيران ، بينما يُسمح للسياح الأجانب بالدخول إلى البلاد اعتبارًا من 1 تموز. لا تزال البلاد في حالة الطوارئ حتى 22 أير ، والتي تشمل حظر التجول الليلي ، وإغلاق المطاعم والمقاهي ومعظم الشركات ، وتعليق وسائل النقل العام وحظر التجمعات لأكثر من ثلاثة أشخاص. لا تزال الأعمال الأساسية مثل محلات البقالة والصيدليات ومحطات البنزين مفتوحة.
خففت الحكومة الأيسلندية من قيود الإغلاق التاجي للفيروس التاجي من خلال السماح بتجمعات تصل إلى 50 شخصًا والسماح لأنشطة الأطفال بالعودة إلى طبيعتها.
وقع رئيس الوزراء الإيطالي جوزيبي كونتي ورئيس أساقفة الكنيسة الكاثوليكية الرومانية جوالتييرو باسيتي اتفاقية للسماح للإيطاليين الكاثوليك بحضور القداس في 18 أيار ، منهيين نزاعًا بين الطرفين. في ظل قيود الإغلاق ، لم تسمح الحكومة للجماهير كجزء من حظرها على التجمعات العامة. سيحدد الكهنة الإيطاليون عدد الأشخاص المسموح لهم بدخول الكنائس ، وقد تعقد الكنائس خدمات متعددة للامتثال لمتطلبات الإبعاد الاجتماعي.
أعلن رئيس وزراء لاتفيا كريسجانيس كارينز أن لاتفيا ستسمح بالتجمعات العامة لـ 25 شخصًا اعتبارًا من 12 مايو كجزء من الجهود المبذولة لتخفيف الإغلاق.
في هولندا ، أوضح وزير الصحة هوغو دي جونج أن المتفرجين لا يمكنهم حضور الساحات الرياضية حتى يتم تطوير لقاح لفيروس كورون.
أعلن رئيس الوزراء النرويجي إرنا سولبرج أن النرويج ستعاد فتح أبوابها بحلول منتصف يونيو ، مشيرًا إلى نجاح البلاد في احتواء جائحة COVID-19.
أرجأ الائتلاف الحاكم البولندي الانتخابات الرئاسية البولندية لعام 2020 بسبب جائحة COVID-19. أقر المجلس التشريعي الأدنى في بولندا ، مجلس النواب ، تشريعًا ترعاه الحكومة يسمح باستئناف الانتخابات الرئاسية عن طريق التصويت البريدي.
في روسيا ، قام عمدة موسكو سيرجي سوبيانين بتمديد قيود إغلاق المدينة حتى 31 أيار. في المملكة المتحدة ، وجدت دراسة أجراها فريق من الباحثين في جامعة يونيفيرسيتي كوليدج الدكتور روب الدريدج والدكتورة ديلان ديفاكومار في مجلة ويلكوم أوبن ريسيرش أن خطر الوفاة من COVID-19 كان أعلى بنسبة 3.24 مرة بالنسبة للأفارقة السود ، 2.41 مرة أعلى للبريطانيين. بنغلاديشيون ، 2.21 مرة أعلى للكاريبيين السود و 1.7 مرة أعلى للهنود البريطانيين مقارنة بعامة السكان. استندت دراستهم إلى بيانات خدمة الصحة الوطنية لـ 16,272 مريضًا توفوا بسبب COVID-19 بين 1 آذار و 21 نيسان . وقد تم اعتماد نتائج الدراسة من قبل مكتب الحكومة البريطانية للإحصاءات الوطنية.
أعلن متحدث باسم رئيس الوزراء البريطاني بوريس جونسون أن حكومة المملكة المتحدة ستعلن عن تخفيف محدود لقيود إغلاق البلاد في الأسبوع المقبل. أرجأ المنظمون كرنفال نوتينغ هيل 2020 بسبب جائحة COVID-19. عارض وزير الخارجية دومينيك راب تخفيف القيود المفروضة على البلاد ، محذرا من أن ذلك قد يؤدي إلى زيادة معدلات الإصابة. وبالمثل ، أعلنت ميشيل أونيل ، نائبة وزير أول أيرلندا الشمالية ، أن أيرلندا الشمالية لا تعتزم رفع القيود المفروضة على جائحة الفيروس التاجي.
اعترف وزير الدولة لأيرلندا الشمالية براندون لويس بأن السلطات الصحية في المملكة المتحدة لم تكن قادرة على استخدام 400000 من العباءات الطبية المستوردة من تركيا لأنها لا تستوفي المعايير البريطانية.
أصدر مكتب الأمم المتحدة المعني بالمخدرات والجريمة بيانًا يحذر فيه من أن الضوابط الحدودية ذات الصلة بالفيروس التاجي وحالات الإغلاق ونقص الرحلات الجوية قد رفعت أسعار المخدرات غير المشروعة.

### 8 أيار:-
أعلنت المفوضية الأوروبية أنها ستوزع 10 ملايين قناع للعاملين الصحيين في جميع أنحاء الاتحاد الأوروبي والمملكة المتحدة. وأعلنت المفوضية أنه سيتم إرسال 1.5 مليون قناع إلى 17 دولة عضو والمملكة المتحدة خلال الأيام القليلة المقبلة. وسيتم تسليم الباقي على أقساط أسبوعية خلال الأسابيع القليلة المقبلة. في اليوم نفسه ، دعمت المفوضية الأوروبية أيضًا الحفاظ على قيود السفر لمدة 30 يومًا أخرى من أجل الحد من انتشار COVID-19. بالإضافة إلى ذلك ، سمحت المفوضية الأوروبية للحكومات الأوروبية بمساعدة الشركات التي تضررت من التداعيات الاقتصادية لوباء الفيروس التاجي من خلال الاستحواذ على حصص في الشركات ، والتي ستخضع لحظر توزيع الأرباح وإعادة شراء الأسهم والمكافآت والاستحواذات.
تم تقليص خدمات واستعراضات الحرب العالمية الثانية في جميع أنحاء أوروبا بسبب قيود التواصل الاجتماعي والقيود المفروضة على التجمعات الجماهيرية. وضعت المستشارة الألمانية أنجيلا ميركل والرئيس الألماني فرانك فالتر شتاينماير أكاليل الزهور في خدمة في برلين بمناسبة الذكرى الخامسة والسبعين لنهاية الحرب العالمية الثانية. حضر الرئيس الفرنسي إيمانويل ماكرون حدثًا في الشانزليزيه. في المملكة المتحدة ، ألغي عرض الشوارع من قبل قدامى المحاربين.
يعمل العلماء في معهد Vlaams Institute of voor Biotechnologie في جنت ببلجيكا وجامعة تكساس في أوستن على تطوير علاج مضاد للفيروسات يعتمد على الأجسام المضادة للاما.
اعترضت دائرة الاستخبارات الفيدرالية الألمانية على مزاعم نائب الرئيس الأمريكي مايك بنس بأن الفيروس التاجي نشأ في مختبر صيني ، مضيفًا أن الاتهامات هي محاولة لتحويل الانتباه عن جهود الولايات المتحدة لاحتواء الفيروس.
نظم فرع ألمانيا من فرايديز فور فيوتشر احتجاجًا خارج قاعة مدينة هامبورج أثناء مراقبة إجراءات الإبعاد الاجتماعي الصارمة.
سجل مكتب الإحصاء المركزي الأيرلندي أن معدل البطالة في البلاد ارتفع إلى 28.2٪ في أواخر أبريل. يشمل هذا الرقم أولئك الذين يتلقون إعانة بطالة فيروس التاجية التاجية ، والتي تمثل 5.4٪.

### 9 أيار:-
نظمت بيلاروس عرضًا عسكريًا للاحتفال بالذكرى 75 لنهاية الحرب العالمية الثانية في أوروبا ، واجتذبت حشودًا كبيرة. على النقيض من ذلك ، ألغت السلطات الروسية احتفالات يوم النصر من أجل احتواء انتشار الفيروس التاجي.
اتفقت المستشارة الألمانية أنجيلا ميركل والبابا فرانسيس على ضرورة مساعدة الدول الفقيرة خلال محادثة هاتفية حول الوضع الإنساني والسياسي فيما يتعلق بوباء فيروس كورونا. تم وضع فريق كرة القدم في دريسدن ، دينامو دريسدن ، في الحجر الصحي بعد اختبار عضوين بشكل إيجابي لـ COVID-19.
دعا رئيس الوزراء الإسباني بيدرو سانشيز الناس إلى الامتثال لقواعد التباعد الاجتماعي في الوقت الذي تستعد فيه البلاد لتخفيف إجراءات الإغلاق يوم 11 أيار ، محذرًا من أن «الفيروس لم يختف».
أبلغت حكومة المملكة المتحدة شركات الطيران بأنها تخطط لإدخال فترة الحجر الصحي لمدة 14 يومًا للأشخاص الذين يدخلون البلاد. أثارت شركات الطيران مخاوف من أنه سيكون لها تداعيات مدمرة على صناعة الطيران واقتصادها ، ودعت إلى «خطة خروج موثوقة» ومراجعة أسبوعية.

### 10 أيار:-
قام رئيس وزراء الجبل الأسود دوسكو ماركوفيتش بترويج بلاده كوجهة عطلة "CoronaFree"، ومن المقرر أن يبدأ موسم العطلات في 1 يوليو.

في روسيا ، أكد عمدة موسكو سيرجي سوبيانين أن حريقًا في مستشفى في موسكو يعالج مرضى الفيروس التاجي قد قتل. كما تم إجلاء 200 مريض من المستشفى.
خففت الحكومة التركية القيود المفروضة على كبار السن فوق سن 65، مما سمح لهم بمغادرة منازلهم لمدة أربع ساعات في اليوم. كما أعلنت الحكومة عن خطط للسماح للشباب الذين تقل أعمارهم عن 20 سنة بمغادرة منازلهم في وقت لاحق من الأسبوع.
أعلنت وزيرة خارجية المملكة المتحدة ، جرانت شابس ، أن اختبار التطبيق وتتبع التطبيق من قبل الحكومة البريطانية يسير بشكل جيد على جزيرة وايت. في نفس اليوم ، أعلن رئيس الوزراء البريطاني بوريس جونسون أن إغلاق البلاد سيبقى في مكانه حتى 1حزيران مع رفع بعض قيود الإغلاق. من 11 أيار ، سيتم تشجيع الناس على العودة إلى العمل. اعتبارًا من 13 ايار ، سيُسمح للأشخاص بممارسة التمارين الرياضية لفترة غير محدودة أثناء الالتزام بإجراءات التباعد الاجتماعي.
في الفاتيكان ، دعا البابا فرنسيس دول الاتحاد الأوروبي للعمل معًا للتعامل مع الآثار الاجتماعية والاقتصادية لوباء فيروس كورونا.

## ردود الفعل والتدابير في جنوب وجنوب شرق آسيا:-

### 1 أيار:-
أعلنت الحكومة الهندية عن خطط لجعل تطبيق تتبع العقود Aarogya Setu إلزاميًا لكل شيء بما في ذلك الذهاب إلى العمل والسفر في وسائل النقل العام ، مما يثير مخاوف بشأن الخصوصية والمراقبة من خبراء رقميين. كما أعلنت الحكومة الهندية أنها ستمدد الإغلاق على مستوى البلاد لمدة أسبوعين بعد 4أيار ، لكنها ستخفف القيود في المناطق الأقل خطورة. تظل قيود السفر على النقل الجوي والسكك الحديدية والمترو والحركة بين الدول معلقة بينما المدارس والكليات والفنادق والمطاعم ومراكز التسوق ودور السينما وأماكن العبادة مغلقة.
كما نظمت السلطات الهندية قطارًا خاصًا ينقل 1200 عامل مهاجر ، تقطعت بهم السبل بسبب إجراءات الإغلاق ، من Lingampally في ولاية تيلانجانا الجنوبية إلى حاتيا في ولاية جهارخاند الشرقية. خلال مؤتمر عبر الفيديو ، رأى العديد من منتجي الأفلام والمخرجين والممثلين أن الأمر سيستغرق عامين حتى يتعافى بوليوود.
أعلن رئيس الوزراء الماليزي محي الدين ياسين أنه سيتم السماح لمعظم الشركات بإعادة فتح أبوابها اعتبارًا من 4 أيار باستثناء دور السينما والبازارات لأنها تتضمن تجمعات كبيرة. أكد وزير النقل الماليزي الدكتور وي كا سيونغ أن جميع خدمات النقل العام ستستأنف في 4 أيار كجزء من الاسترخاء التدريجي لأمر مراقبة الحركة في البلاد. أفادت هيومن رايتس ووتش وشبكة آسيا والمحيط الهادئ لحقوق اللاجئين أن أكثر من 700 عامل مهاجر أجنبي ولاجئ ، بمن فيهم الروهينجا ، قد تم احتجازهم من قبل سلطات إنفاذ القانون الماليزية خلال جائحة فيروس كورونا.

### 2 أيار:-
قامت الحكومة الهندية بتمديد فترة إغلاق الفيروس التاجي لمدة أسبوعين.
دعا رئيس الاتصالات والدعوة في ماليزيا ، أحمد حافظ عثمان ، المهاجرين واللاجئين وطالبي اللجوء والأشخاص عديمي الجنسية في ماليزيا إلى الوصول إلى الخدمات والخدمات الصحية دون خوف من التداعيات.
أعلن وزير الصحة جان كيم يونغ أن سنغافورة ستخفف القيود بما في ذلك السماح لبعض الشركات باستئناف عملياتها في 12 أيار ، وسيسمح لبعض الطلاب بالعودة إلى المدرسة اعتبارًا من 19 أيار.

### 4 أيار:-
أشارت الحكومة الهندية إلى أنها ستخفف قيود الإغلاق على الرغم من أن الإغلاق على مستوى البلاد سيظل ساريًا حتى 17 أيار. لدى الحكومة الهندية أيضًا ولايات ومدن مرمزة بالألوان في مناطق حمراء وبرتقالية وخضراء بناءً على عدد الحالات. في المناطق الحمراء ، يمكن للشركات العمل بثلث طاقتها ، ويمكن استئناف البناء بشرط أن يكون للعمال سكن في الموقع ، ويمكن إعادة فتح المتاجر المستقلة. في المناطق البرتقالية ، يُسمح بتشغيل سيارات الأجرة. في المناطق الخضراء ، يمكن للشركات استئناف جميع الأنشطة ما لم تكن محظورة بموجب الحظر الوطني. على المستوى الوطني ، تظل جميع الرحلات معلقة بينما تظل جميع المدارس ومراكز التسوق والفنادق والأماكن العامة مغلقة.
سمحت الحكومة الفيدرالية الماليزية للشركات بما في ذلك المطاعم بإعادة فتحها ولكن يجب أن تلتزم بمتطلبات البحث عن بعد والنظافة الشخصية والاتصال. بسبب ارتفاع عدد الحالات خلال عطلة نهاية الأسبوع ، أشارت بعض حكومات الولايات إلى أنها لن تخفف القيود.

### 5 أيار:-
أعلنت الحكومة الهندية أنها ستعيد 190.000 مواطن هندي إلى وطنهم خلال الأسابيع القليلة القادمة بما في ذلك الشرق الأوسط. تنوي الحكومة الهندية في الأسبوع الأول إعادة 14800 مواطن من 12 دولة من بينها الولايات المتحدة وبريطانيا والإمارات العربية المتحدة والمملكة العربية السعودية وقطر والكويت وبنغلاديش والفلبين وسنغافورة وماليزيا. كما قامت البحرية الهندية بتحويل ثلاث سفن لإعادة 1000 مواطن هندي من جزر المالديف والشرق الأوسط.

### 6 أيار:-
شرعت الحكومة الهندية في جهود لإعادة 400.000 مواطن هندي عالق إلى وطنهم عن طريق الرحلات الجوية المستأجرة وسفن البحرية الهندية. ستعطى الأولوية للعمال الذين يعانون من الكرب والمسنين والحالات الطبية العاجلة والحوامل والأشخاص الذين يعانون من أوضاع صعبة.
حث الرئيس الإندونيسي جوكو ويدودو وزراء حكومته على استخدام «أي وسيلة» للسيطرة على جائحة COVID-19 في البلاد و «كسر المنحنى» في مايو. كما أجلت الحكومة الإندونيسية الانتخابات المحلية للبلاد حتى ديسمبر 2020.

### 7 أيار:-
حددت سلطات الصحة الهندية مجموعة جديدة في سوق كويامبيدو في تشيناي ، والتي تم ربطها بـ 500 حالة في تاميل نادو والولايات المجاورة كيرالا. تتواصل السلطات الهندية للبحث عن المفقودين والحجر الصحي لـ 7000 شخص زاروا السوق. تشمل المناطق التي بها أعداد كبيرة من حالات COVID-19 مومباي ونيودلهي وأحمد آباد.

### 8 أيار:-
نشرت إدارة الإحصاءات الماليزية نتائج تظهر أن 42.5٪ من الشركات ستحتاج إلى ستة أشهر على الأقل للتعافي من قيود الإغلاق ، التي تم رفعها في 4 أيار. كما أفادت إدارة الإحصاء أن مبيعات التجزئة في البلاد انخفضت بنسبة 5.7٪ إلى أدنى مستوى لها منذ سبع سنوات في آذار 2020.

### 10 أيار:-
مدد رئيس الوزراء الماليزي محي الدين ياسين أمر مراقبة الحركة في البلاد حتى 9 حزيران ، وهو التمديد الرابع منذ 18 آذار . في وقت سابق ، قامت الحكومة الماليزية بتخفيض قيود الإغلاق في 4 أيار بموجب «شرط MCO»، الذي سمح لبعض الشركات باستئناف عملياتها.

## ردود الفعل والتدابير في غرب المحيط الهادئ:-

### 1 أيار:-
أعلن رئيس الوزراء الأسترالي سكوت موريسون أن الحكومة الأسترالية ستتخذ قرارًا يوم الجمعة المقبل (8 أيار) بشأن تخفيف قيود حركة الإغلاق. كما وصف موريسون علاقات أستراليا مع الصين بأنها مفيدة للطرفين في مواجهة التوترات بشأن كانبيرا التي تسعى إلى تحقيق دولي في معالجة الصين لوباء COVID-19 في ووهان. في وقت لاحق ، صرح موريسون في مؤتمر صحفي أنه ليس لديه دليل يشير إلى أن الفيروس التاجي نشأ في مختبر ووهان.
أعلنت السلطات الصينية أنها سوف تعيد فتح متحف قصر بكين في 1 أيار. أعلنت سلطات مقاطعة هوبي أن المقاطعة ستخفض مستوى الاستجابة للطوارئ من أعلى إلى ثاني أعلى مستوى في 2 نيسان.
أعلن رئيس الوزراء الياباني شينزو آبي أن الحكومة اليابانية ستقرر بحلول يوم الاثنين (4 أيار) ما إذا كانت ستمدد حالة الطوارئ في البلاد ، والتي من المقرر أن تنتهي في 6 أيار.
خففت حكومة الفلبين من قيود فيروسات التاجية عن طريق وضع مناطق بها حالات أقل تحت الحجر الصحي الأكثر استرخاء ؛ مما يسمح للعمل والنقل العام والشركات باستئناف العمليات بسعة مخفضة.
وفقًا للأرقام الصادرة عن وزارة التجارة والصناعة والطاقة الكورية الجنوبية ، انخفضت صادرات كوريا الجنوبية بنسبة 24.3 في المائة في أبريل 2020.
صرح المتحدث باسم منظمة الصحة العالمية طارق جاساريفيتش أن المنظمة الدولية تسعى للحصول على دعوة من الصين للمشاركة في التحقيقات في أصول الحيوانات من فيروس التاجية.

### 2 ايار:-
أعلنت جمعية السومو اليابانية أنها ستعيد النظر في إعادة جدولة البطولة الصيفية الكبرى المقرر عقدها في 24 أيار إذا قررت الحكومة اليابانية تمديد فترة الإغلاق على الصعيد الوطني ، والتي من المقرر أن تنتهي في 6 أيار.
في الفلبين ، أكد القاضي المساعد للمحكمة العليا مارفيك ليونين أن الحكومة الفلبينية أفرجت عن 731 9 سجينًا ، معظمهم ينتظرون المحاكمة والذين لم يتمكنوا من دفع الكفالة ، في محاولة لتخفيف انتشار الفيروس التاجي في نظام السجون المكتظ في البلاد.

### 3 أيار:-
حظرت الفلبين الرحلات القادمة لمدة أسبوع للحد من انتشار الفيروس التاجي. يخضع 20.000 فلبيني مُعاد إلى الحجر الصحي الإلزامي.
خففت تايلاند القيود على المطاعم وصالونات تصفيف الشعر والأسواق الخارجية طالما أنها تلتزم بقواعد التباعد الاجتماعي وإجراء اختبارات درجة الحرارة.
أعلن رئيس وزراء كوريا الجنوبية تشونغ ساي كيون أن الدولة ستخفف قيود التباعد الاجتماعي ، مما يسمح للشركات بإعادة الفتح والسماح بالتجمعات العامة ، شريطة اتباع إرشادات التطهير.

### 4 أيار:-
في أستراليا ، بدأت ولاية نيو ساوث ويلز فتح المدارس على أساس متدرج كجزء من عملية تخفيف قيود الإغلاق. أكد رئيس الوزراء في نيو ساوث ويلز غلاديس بيريكليان أن صبياً في السابعة من عمره كان إيجابياً للفيروس التاجي ، مما دفع بإغلاق مدرسته. في غضون ذلك ، طلبت ولاية فيكتوريا من الآباء إبقاء أطفالهم في المنزل حتى منتصف العام.
أفادت وكالة أسوشيتد برس أن مسؤولي المخابرات الأمريكية يعتقدون أن الصين غطت مدى تفشي الفيروس التاجي من أجل تخزين الإمدادات الطبية اللازمة للرد عليه ، مستشهدة بتقرير من وزارة الأمن الداخلي من أربع صفحات يعود تاريخه إلى 1 أيار .
أذاع تلفزيون الصين المركزي الحكومي بيانا اتهم فيه وزير الخارجية الأمريكي مايك بومبيو «بتهريب السم ونشر الأكاذيب» حول أصل جائحة COVID-19 ردا على بيان بومبيو مدعيا أن الفيروس التاجي نشأ في مختبر في ووهان.
أعلن وزير الاقتصاد الياباني ياسوتوشي نيشيمورا أن الحكومة اليابانية تسعى لتمديد حالة الطوارئ في البلاد حتى 31 أيار. من المقرر أن تنتهي حالة الطوارئ الحكومية يوم 6 مايو (الأربعاء). بعد ذلك مدد رئيس الوزراء شينزو آبي حالة الطوارئ حتى 31 أيار لاحتواء انتشار الفيروس التاجي.
قبلت رئيسة الوزراء النيوزيلندية جاسيندا أرديرن دعوة من رئيس الوزراء الأسترالي سكوت موريسون للمشاركة في اجتماع لحكومة الطوارئ الأسترالية يوم الثلاثاء عبر مؤتمر بالفيديو. موضوعات تتضمن إمكانية إنشاء فقاعة سفر أسترالية ونيوزيلندية.
أعلن وزير التعليم الكوري الجنوبي يو إيون هاي أن حكومة كوريا الجنوبية ستعيد فتح المدارس على مراحل اعتبارًا من 13 أيار. كما أشارت إلى أن المدارس قد تتحول إلى التعلم عبر الإنترنت إذا تعاقد الطالب مع COVID-19.
أرجأ FINA (الاتحاد الدولي للسباحة) بطولة 2021 العالمية للألعاب المائية ، المقرر عقدها في فوكوكا ، اليابان في أيار 2021 إلى 13-29 مايو 2022.

### 5 أيار:-
تعهد رئيسا الوزراء الأسترالي والنيوزيلندي سكوت موريسون وجاسيندا أرديرن إلى جانب العديد من قادة الولايات والأقاليم الأسترالية بالعمل معًا لتطوير منطقة سفر آمنة عبر الحدود في تاسمان تسمح للمقيمين من كلا البلدين بالسفر بحرية دون قيود على السفر. ومع ذلك ، فقد استبعد Ardern إدراج جزر المحيط الهادئ في فقاعة السفر هذه ، مشيرًا إلى خطر انتشار الفيروس التاجي إلى دول المحيط الهادئ غير المتأثرة. خلال مؤتمر إعلامي ، ذكر موريسون أن الفيروس التاجي على الأرجح نشأ في سوق رطبة للحياة البرية في ووهان على عكس المختبر بينما يدعم الدعوات لإجراء تحقيق داخلي في أصول جائحة COVID-19 في ووهان.
سمحت حكومة كوريا الجنوبية للهيئات الرياضية المحترفة بما في ذلك منظمة البيسبول الكورية باستئناف الرياضات الاحترافية في الملاعب الفارغة كجزء من التحركات لتخفيف قيود الإغلاق.

### 6 أيار:-
في الصين ، أعلنت السلطات في بلدة سويفيني الحدودية شمال شرق البلاد أنها ستخفف القيود المفروضة على زيادة عدد الحالات من روسيا المجاورة. كما تم إعادة فتح 120 مدرسة في ووهان لحوالي 60,000 طالب في المرحلة الثانوية العليا.
أصدرت وزارة الصحة في هونغ كونغ 103,543 طلبًا بالحجر الصحي للأشخاص الذين يصلون إلى هونغ كونغ من الصين القارية وماكاو وتايوان ، و 69685 إلى القادمين من دول وأقاليم أخرى. حذرت حكومة هونغ كونغ من أنها تنتهج سياسة «عدم التسامح إطلاقا» مع منتهكي الحجر الصحي الذين يواجهون تحقيقا وفترات سجن.
أعلنت وزارة الصحة الفلبينية أنها ستختبر عقار Avignan الياباني المضاد للأنفلونزا على 100 مريض بالفيروس التاجي.
دعا وزير الصحة التايواني تشن شيه - تشونغ منظمة الصحة العالمية إلى تزويد تايوان بالوصول إلى «معلومات مباشرة» عن جائحة فيروسات التاجية. كما خفف وزير الصحة القيود على الأنشطة الخارجية بما في ذلك ألعاب البيسبول وتسلق الجبال.
أعلنت شركة والت ديزني أن منتجع شنغهاي ديزني سيُعاد افتتاحه في 11 أيار «تحت إجراءات الصحة والسلامة المحسنة».

### 7 ايار:-
أكدت المتحدثة باسم وزارة الخارجية الصينية هوا تشونينغ مجددا دعم بكين لجهود منظمة الصحة العالمية لمكافحة جائحة الفيروس التاجي. وقد انتقد الولايات المتحدة ودول أخرى «لتسيسها» القضية واتهم وزير الخارجية الأمريكي مايك بومبيو بنشر الأكاذيب حول الصين.
وقال وزير الاقتصاد الياباني ياسوتوشي نيشيمورا في مؤتمر صحفي إن حالة الطوارئ في البلاد يمكن رفعها في بعض المناطق التي انخفضت فيها معدلات الإصابة. في نفس اليوم ، وافقت الحكومة اليابانية على ريميديفاسير جلعاد ساينس كعلاج لـ COVID-19، مما يجعلها أول دواء مرخص له في اليابان للمرض.
أعلن وزير الرياضة والترفيه النيوزيلندي جرانت روبرتسون أن الرياضات الاحترافية ستكون قادرة على استئناف الأسبوع المقبل محليًا تحت COVID-19 Alert Level 2 مع اتخاذ تدابير الصحة العامة اللازمة.

### 8 أيار:-
أعلن رئيس الوزراء الأسترالي سكوت موريسون أن أستراليا ستخفف من إجراءات الإبعاد الاجتماعي كجزء من عملية من ثلاث مراحل لإزالة معظم القيود بحلول يوليو 2020 وإعادة مليون شخص إلى العمل. وأوضح موريسون أيضًا أن الولايات والأقاليم الأسترالية ستحدد موعد تنفيذ كل مرحلة ، والتي سيتم فصلها بمرحلة انتقالية مدتها أربعة أسابيع. قدر أمين الخزانة جوش فرايدنبرغ أن الإغلاق يكلف الاقتصاد الأسترالي 4 مليارات دولار أسترالي (2.6 مليار دولار أمريكي) في الأسبوع بينما حذر بنك الاحتياطي الأسترالي من أن الاقتصاد الأسترالي قد ينكمش بنسبة 10٪ نتيجة لوباء COVID-19.
أعلنت المتحدثة باسم وزارة الخارجية الصينية هوا تشونينغ أن الحكومة الصينية تدعم مراجعة استجابة منظمة الصحة العالمية لوباء COVID-19 في «الوقت المناسب» بعد انتهاء الجائحة.
سمحت هونج كونج بإعادة افتتاح صالات الألعاب الرياضية والحانات وصالونات التجميل ودور السينما كجزء من الاسترخاء في إجراءات الإبعاد الاجتماعي. حدد فريق من الباحثين في جامعة هونج كونج بقيادة الدكتور مايكل تشان تشي واي العيون كطريق مهم لفيروس سارس - CoV - 2 لدخول الجسم البشري. ووجدت الدراسة التي نشرت في دورية لانسيت لأمراض الجهاز التنفسي أن الفيروس التاجي أكثر عدوى ثم السارس وإنفلونزا الطيور.
أعلن جيونج إيون كيونج ، مدير المراكز الكورية لمكافحة الأمراض والوقاية منها (كوريا CDC)، أن الوكالة تحقق في مجموعة من حالات التفشي المرتبطة بالنوادي الليلية في حي إتايوان بالعاصمة سيول.
اتفق رئيس الوزراء الياباني شينزو آبي والرئيس الأمريكي دونالد ترامب على أن بلديهما سيتعاونان معًا لتطوير لقاحات وأدوية COVID-19، وتجديد اقتصادات دولتيهما. خفضت وزارة الصحة والعمل والرعاية الاجتماعية اليابانية المعايير المتعلقة بدرجة الحرارة لاختبار فيروسات التاجية ، مما سمح لمجموعة واسعة من الأشخاص بالتحقق مما إذا كانوا مصابين بالفيروس التاجي. في السابق ، كان بإمكان الأشخاص الذين أصيبوا بحمى 37.5 درجة مئوية (99.5 فهرنهايت) أو أكثر لمدة أربعة أيام متتالية الوصول إلى الاختبار.
دعا خبير منظمة الصحة العالمية لسلامة الأغذية والأمراض الحيوانية بيتر بن إمبارك إلى إجراء مزيد من البحوث حول دور سوق ووهان هوانان للمأكولات البحرية بالجملة باعتباره «بيئة تضخيم» في جائحة الفيروس التاجي.

### 9 أيار:-
أشارت ولايتي فيكتوريا ونيو ساوث ويلز الأستراليتان إلى أنها ستخفف القيود التجارية من الأسبوع المقبل. أعلنت حكومة ولاية كوينزلاند أنها ستخفف القيود المفروضة على السفر والتنقل في عملية من ثلاث مراحل تبدأ في 15 مايو. أعلنت جنوب أستراليا أنها ستخفف جميع القيود المفروضة على الحركة بحلول 11 مايو ، بينما ستسمح تسمانيا للناس بزيارة المتنزهات والمحميات الوطنية في غضون 30 كم من منازلهم اعتبارًا من 11 أيار. سمحت منطقة العاصمة الأسترالية للناس بزيارة بعضهم البعض والتجمعات العامة لعشرة أشخاص. سمحت المقاطعة الشمالية للأشخاص بزيارة المنتزهات والمحميات منذ 1 أيار مع خطط لإعادة فتح جميع الأعمال والمرافق والخدمات بحلول 5 حزيران .
بعث رئيس مجلس الدولة الصيني شي جين بينغ برسالة إلى الزعيم الكوري الشمالي كيم جونغ أون ، يؤكد فيها دعم بكين لبيونغ يانغ في مكافحة وباء الفيروس التاجي.
اختبر باحثو هونج كونج مزيجًا من ثلاثة أدوية تتكون من lopinavir / ritonavir و ribavirin و interferon-beta على 127 مريضًا يعانون من أعراض خفيفة مرتبطة بـ COVID-19. وجدت التجربة أن المرضى الذين عولجوا بهذا الكوكتيل تعافوا بشكل أسرع من المرضى الذين تم إعطاؤهم فقط لوبينافير-ريتونافير.
أعلن نائب وزير الصحة الكوري الجنوبي كيم غانغ إيب أن السلطات الصحية تضع خططًا لتقاسم قدرات المستشفيات بين العاصمة سيول والبلدات المجاورة لضمان النقل السريع للمرضى ، وأن ارتفاع عدد الإصابات في إحدى المجموعات لا يربك نظام الرعاية الصحية في البلاد . بالإضافة إلى ذلك ، أغلقت سلطات سيئول 21000 ملهى ليلي وبارات مضيفة ومراقص بعد أن تم ربط 17 حالة بأحد رواد النادي البالغ من العمر 29 عامًا في حي إيتايون.

### 10 أيار:-
في أستراليا ، سمح رئيس وزراء نيو ساوث ويلز غلاديس بيريجيليان بإعادة فتح المطاعم والملاعب والمسابح في الهواء الطلق بعد أن أظهر اختبار مكثف أن انتشار الفيروس التاجي قد تباطأ بشكل حاد. رفض رئيس الأطباء الأسترالي بريندان ميرفي نظريات المؤامرة أن COVID-19 مرتبط بتكنولوجيا الهاتف الخلوي 5G بعد احتجاج ضد الإغلاق في ملبورن. زعم المحتجون أن جائحة الفيروس التاجي كان مؤامرة حكومية للسيطرة على سكان العالم.
حث الرئيس الكوري الجنوبي مون جاي إن المواطنين على عدم تخفيض حذرهم ، لكنه حث على الهدوء وسط مجموعة العدوى حول حي إيتايون في سيول.